# Aligaga II
Ne doit pas être confondu avec Aligaga I.
Aligaga II est une localité située dans le département de Sampelga de la province du Séno dans la région Sahel au Burkina Faso.